# کادلین
کادلین (به چکی: Kadlín) یک منطقهٔ مسکونی در جمهوری چک است که در ناحیه میلنیک واقع شده‌است. کادلین ۶٫۸۱ کیلومتر مربع مساحت و ۱۳۹ نفر جمعیت دارد و ۲۹۶ متر بالاتر از سطح دریا واقع شده‌است.